# 10503 Johnmarks
A 10503 Johnmarks (ideiglenes jelöléssel (10503) 1987 SG13) a Naprendszer kisbolygóövében található aszteroida. Henri Debehogne fedezte fel 1987. szeptember 27-én.

## Kapcsolódó szócikk
- Kisbolygók listája (10501–11000)